# آثم في مكة (فلم)
آثم في مكة هو فيلم وثائقي صَدَرَ سنة 2015 من إخراج بارفيز شارما مُخرج فيلم جهاد من أجل الحب. يتحدثُ الفيلم عن قصّة حاج ذهب إلى مكة المكرمة في المملكة العربية السعودية وهناك يعلن أنّه مثلي مسلم. عُرض الفيلم لأول مرة في عام 2015 وذلك خلال مهرجان هوت دوكس. حصل على مراجعة طيبة كما نالَ إشادة من النقاد، لكنّه أثار الكثير من الجدل منذ صدوره. افتُتح الفيلم في دور العرض في الولايات المتحدة في الرابع من أيلول/سبتمبر 2015 ثم عُرض بشكل تدريجي في باقي دول العالم.

## قصّة الفيلم
غاصَ مخرج وممثلو فيلم آثم في مكة في عالم المسلمين وبالتحديد في موضوع الحج خامس أركان الإسلام والذي يُحظر على غير المسلمين الذهاب له منذ حوالي 14 قرنًا. تبدأ القصّة عندما يصلُ شارما إلى مدينة مكّةَ وفي يدهِ هاتف محمول من نوع آي فون وكاميرة صغيرة مُهرّبة. ينضم شارما في شوارع مكة إلى 4 ملايين حاج مسلم وذلك لتأدية مناسك الحج. بشكل عام يتناول الفيلم أجزاء من الأيديولوجية التي تحكم العالم الإسلامي اليوم كما يُركّز على قضية التطرف وما لديها من قواسم مشتركة معَ المملكة العربية السعودية التي تقوم على السلفية الوهابية. يتعمقُ الفيلم الوثائقي حينما يُعلن البطل بشكل علني أنه مثلي الجنس ويُحاول أن يجد له مكانا داخل الإسلام وذلك لاعتقاده أن لا علاقة بين الوهابية «القاسية» والإسلام «المتسامح». يكتشف في النهاية أنَ ما قام به لم يكن صائبا خاصة بعد إهانته ووصفه بالكافر. حينها يتساءل عمّا إذا كان هؤلاء المتدينون سيسمحون له بالعيش وسطهم أم لا.

## الإنتاج
عملت قناتا أرتيو وزي دي إف الأوروبيتان على الإنتاج المشترك لهذا الفيلم الذي جرى تصويره في كل من المملكة العربية السعودية، والهند، والولايات المتحدة.

## الجدل
عُرضَ الفيلم لأول مرّة في مِهرجان هوت دوكس. حينها تمّ تعزيز قوات الأمن وذلك بعد انتشار عدد من الرسائل التي تحث على مهاجمة المهرجان وقتل مديره في حالة عرضه. تواصلت سلسلة التهديدات بالقتل والانتقام على النت خاصّة بعدما تحوّل الفيلم إلى مسرحية عٌرضت على آيتونز، نتفليكس وباقي القنوات التلفزيونية المُهتمة. كان من المقرر عرضُ الفيلم في وقت مبكر وذلك خلال مهرجان سنغافورة السينمائي الدولي، إلا أن السلطات السنغافورية المُحافظة قد حجبتهُ في اللحظة الأخيرة.

## التقييم
أشاد محررو جريدة نيويورك تايمز بالفيلم من خلال بيانٍ ذكروا فيه التالي: «خلق السيد شارما دوامات رائعة خلال رحلته كما عمل على تنوير العالم بهذا الوثائقي المميز.» أمّا الناقد آلان شيرتشيل من موقع فيلاج فويس فقد ذكر: «في المرة القادمة التي تسمع فيها السياسيين أو المذيعين اليمينيين يطرحون أسئلة من قبيل لماذا لا يتم إدانة المسلمين المعتدلين بالإرهاب؟ أقترح عليهم أن يشاهدوا هذا الفيلم.» قيّمت جريدة لوس أنجلوس تايمز الفيلم فكتبت عنه: «التحدي ومواجهة المحن في بلد الإيمان!» ذكرت صحيفة واشنطن بوست أنّ الفيلم «معقد» و«به نوعٌ من الوحي». أمّا موقع ياهو نيوز فقد أكّدَ على أن هذا الفيلم بمثابة «توبيخٍ للمملكة العربية السعودية».
بشكل عام؛ تلقّى الفيلم مراجعات إيجابية بعدَ عرضه الأول حيث أطلق عليه هوليوود ريبورتر عبارة «موجع، شجاع، سريالي ومتعال …» في حين كتبت الجارديان «فيلم وثائقي يتميز بالبساطة لكنه يصفُ قصّة الشخصية بدقة.» أشادت مجلة أوت هي الأخرى بالفيلم حيث أكدت على أنه «شجاع .. لم يسبق لأحد وأن اكتشفَ عالم الإسلام بهذه الطريقة» في حين وصفت بي بي سي فارسي الفيلم «بالصادم والشجاع».

## الجوائز
فازَ الفيلم بجائزة لجنة التحكيم الكبرى وجائزة أفضل فيلم وثائقي في لوس أنجلوس. كما نال أيضًا جائزة أفضل فيلم وثائقي لعام 2016 حسبَ رابيدليون. توج الفيلم كذلكَ بجائزة أفضل فيلم وثائقي في مهرجان مونتريال عام 2016 هذا ناهيك عن جائزة أفضل فيلم وثائقي في مهرجان ريلينغ.

## وصلات خارجية
مقالات تستعمل روابط فنية بلا صلة مع ويكي بيانات